# هریهواری اول
هریهواری اول (اوکراینی: Григорій Семенович Вуль؛ ۲۵ آوریل ۱۹۳۷ – ۷ ژوئن ۲۰۱۳) سرمربی (فوتبال)، و بازیکن فوتبال اهل اتحاد جماهیر شوروی سوسیالیستی بود.
از باشگاه‌هایی که در آن بازی کرده‌است می‌توان به باشگاه فوتبال متالورگ زاپروژیا اشاره کرد.